# 矮金莲花
矮金莲花（学名：Trollius farreri）为毛茛科金莲花属下的一个种。

## 扩展阅读
維基物種上的相關：矮金莲花